# 遇秋
遇秋（1929年—）本名李遇秋，原籍北京，生于河北省深泽县，中华人民共和国作曲家。

## 生平
1929年生于河北省深泽县。1940年进入冀中军区抗战中学学习。1944年，在中共中央晋察冀分局卫生所当卫生员。1945年，调到晋察冀军区抗敌剧社当演员，其间学会了手风琴演奏。1950年，进入上海音乐学院作曲系学习，先后师从桑桐、钱仁康、邓尔敬、丁善德等老师。1957年毕业之后，回到原单位北京军区战友文工团从事音乐创作，为舞蹈作曲并为声乐编配伴奏。
1965年初春，上级交给战友文工团总团副团长晨耕以及生茂、唐诃、遇秋一项任务，为中国人民解放军总政治部主任肖华的《长征组诗》谱曲。1965年秋，在庆祝中华人民共和国成立16周年、红军长征胜利30年时，《长征组歌》在北京上演并引发轰动。1975年，遇秋修改《长征组歌》并重新配器，在纪念红军长征胜利40周年之际在北京演出。
1995年，受肖华夫人王新兰及不少老领导、老同志的委托，由总政歌舞团指挥家胡德风策划，对《长征组歌》进行了较大修改，遇秋一个人负责改编执笔。在一年多内，遇秋完成一部200多页的总谱。时任中央军委副主席张震在审听新版《长征组歌》后赞扬了遇秋。

## 作品
遇秋的音乐作品旋律流畅、结构严谨。主要作品有大合唱《静静的山谷》、《八一军旗高高飘扬》，小合唱《生活在祖国的怀抱里》，男女声二重唱《各族人民心向党》，独唱《春光颂》，手风琴独奏《促织幻想曲》等等。